# Ben Roethlisberger

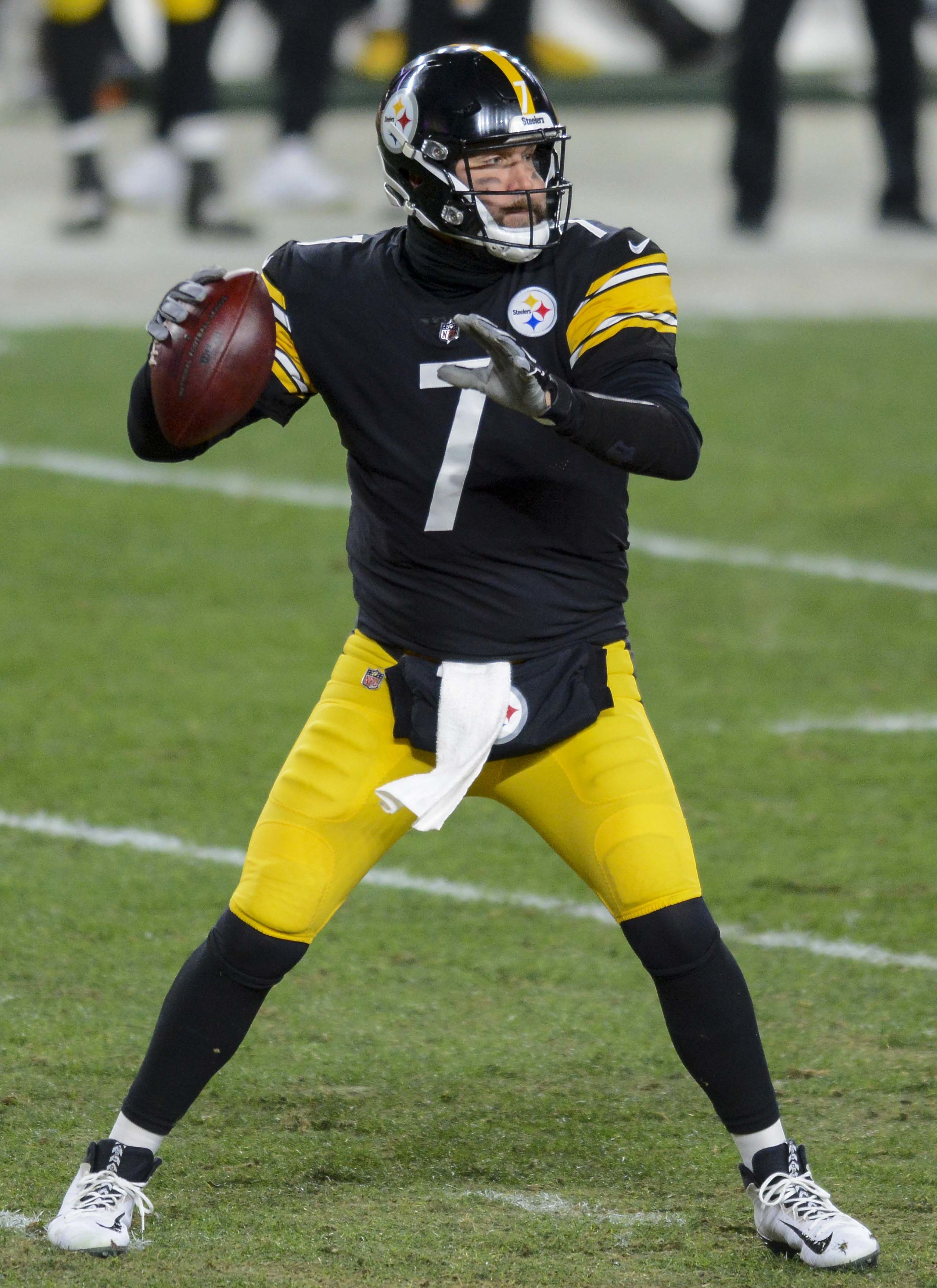
Ben Roethlisberger (2020)

Benjamin Todd „Ben“ Roethlisberger (* 2. März 1982 in Lima, Ohio) ist ein ehemaliger US-amerikanischer American-Football-Spieler auf der Position des Quarterbacks. Er spielte von 2004 bis 2021 für die Pittsburgh Steelers in der National Football League (NFL), mit denen er zwei Super Bowls gewann.
Sein Spitzname in den USA ist „Big Ben“. Roethlisberger ist 1,96 m groß und trug die Rückennummer 7, nach seinem Vorbild, dem ehemaligen Quarterback der Denver Broncos, John Elway. Roethlisberger ist schweizerischer Abstammung: Sein Ur-Urgroßvater Karl Röthlisberger war 1873 von Unterfrittenbach (Gemeinde Lauperswil) im Emmental in die USA ausgewandert.

## Highschool und College
Roethlisberger besuchte die Highschool in seiner Heimatstadt Findlay, Ohio, und war dort auch ein talentierter Baseball- und Basketballspieler. Er spielte jedoch erst in seinem Abschlussjahr auf der Position des Quarterbacks, da sein damaliger Coach, Cliff Hite, seinem eigenen Sohn den Vorzug als Quarterback gab. Roethlisberger überzeugte dann aber in seiner ersten Saison als Quarterback mit einer Statistik von 4.041 erworfenen Yards, 54 Touchdowns und nur sieben Interceptions.
Danach spielte er Quarterback in der College-Division I an der Miami University in Oxford, Ohio. Er stellte dort zahlreiche Passrekorde des Colleges und einige Rekorde der Mid-American Conference auf und das, obwohl er dort nur drei Jahre spielte. Zu Ehren von Ben Roethlisberger wird seine Trikotnummer 7 an der Miami University nicht mehr vergeben.

## NFL
Roethlisberger wurde 2004 von den Pittsburgh Steelers als elfter Spieler des NFL Drafts ausgewählt. Roethlisberger ging als Backup für Tommy Maddox in seine erste NFL-Saison. Nachdem dieser sich im dritten Viertel des zweiten Saisonspiels verletzt hatte, gab Roethlisberger sein NFL-Debüt. Er brachte 12 von 20 Pässen für 176 Yards ins Ziel, warf zwei Touchdowns und zwei Interceptions. Da Maddox mit einer Ellenbogenverletzung mindestens sechs Wochen ausfallen sollte, lief Roethlisberger ab dem dritten Spieltag erstmals in der Anfangsformation auf. Jenes Spiel bei den Miami Dolphins am 26. September 2004 musste wegen des Hurrikans Jeanne um sieben Stunden verschoben werden, Pittsburgh gewann 13:3. In der Folge blieb Roethlisberger für 14 Spiele ungeschlagen, erst in den Play-offs, im AFC Championship Game gegen die New England Patriots, mussten sich die Steelers mit 27:41 geschlagen geben. Für seine Leistungen in der Saison wurde Ben Roethlisberger zum NFL Rookie of the Year 2004 gewählt.
In der Saison 2005 knüpfte Roethlisberger an seine Leistungen des Vorjahres an, verlor aber insgesamt drei Spiele während der Saison. Allerdings gelang ihm zu Beginn der Saison, am 11. September 2005 bei den Tennessee Titans, mit dem Quarterback Rating von 158,3 ein Perfect Game. Wegen einer Verletzung am rechten Knie verpasste Roethlisberger vier Spiele. Im zweiten Championship Game seiner Karriere gewann Roethlisberger gegen die Denver Broncos 34:17 und führte sein Team in den Super Bowl XL. Diesen gewannen die Steelers am 5. Februar 2006 in Detroit mit 21:10 gegen die Seattle Seahawks, und Roethlisberger wurde der jüngste Quarterback, der einen Super Bowl gewann, wenngleich mit dem schlechtesten Quarterback Rating (22,6; zwei Interceptions, kein Passing-Touchdown), mit dem jemals ein Quarterback einen Super Bowl gewann.
Roethlisberger gewann 2009 mit Pittsburgh gegen die Arizona Cardinals, mit einem entscheidenden Touchdown-Pass auf Santonio Holmes, 35 Sekunden vor Schluss, seinen zweiten Super Bowl. Nach dem Spiel stellte sich heraus, dass er die ganze Partie über mit zwei gebrochenen Rippen gespielt hatte.
In der Saison 2010 schaffte es Roethlisberger mit den Steelers wieder in die Play-offs. Im vierten AFC Championship Game seiner Karriere gewann Roethlisberger gegen die New York Jets mit 24:19 und zog somit zum dritten Mal in den Super Bowl ein. Im Super Bowl XLV gegen die Green Bay Packers verloren die Steelers allerdings mit 25:31. Laut eigener Aussage fühlte er sich aufgrund seiner zwei geworfenen Interceptions allein für diese Niederlage seines Teams verantwortlich.
Während der Saison 2011 wurde Roethlisberger der Spieler mit den meisten vollständigen Pässen in der Geschichte der Pittsburgh Steelers. Er verbesserte im Spiel gegen die Cincinnati Bengals die alte Bestmarke von Terry Bradshaw. In der Woche danach wurde ihm bei einem Sack durch einen gegnerischen Verteidiger sein Standbein so stark verrenkt, dass er das Spiel zunächst verlassen musste. Zu Beginn der zweiten Hälfte kehrte er jedoch humpelnd zurück, um das Spiel mit einem Touchdownpass über 79 Yards auf Antonio Brown zu entscheiden. Roethlisberger führte sein Team in dieser Saison abermals in die Play-offs, wo es allerdings in der ersten Runde scheiterte.
In der Saison 2014 schaffte es Roethlisberger, als erster Quarterback der NFL, in zwei aufeinander folgenden Spielen sechs Touchdownpässe zu werfen (am 23. Oktober 2014 beim 51:34-Sieg gegen die Indianapolis Colts und am 2. November 2014 beim 43:23-Sieg gegen die Baltimore Ravens).
Am 2. Spieltag der Saison 2019 verletzte sich Roethlisberger am rechten Ellenbogen, was das Saisonende für ihn bedeutete. Im Januar 2022 äußerte er, dass das Spiel gegen die Cleveland Browns Anfang des Monats sein wohl letztes Heimspiel für die Steelers gewesen ist. Er erreichte in seiner letzten Saison die Play-offs, die Niederlage gegen die Kansas City Chiefs in der Wildcard-Runde wurde sein letztes Spiel in der NFL. Am 27. Januar 2022 gab Roethlisberger sein Karriereende bekannt.

## NFL-Rekorde
- Meiste Siege eines NFL-Rookie-Quarterbacks in einer Saison (2004): 13
- Höchste Passquote eines NFL-Rookie-Quarterbacks (2004): 66,4 %
- Längste Siegesserie eines NFL-Quarterbacks vor seiner ersten Niederlage der Karriere (2004/05): 15 Spiele
- Jüngster Quarterback, der einen Super Bowl gewonnen hat (23 Jahre und elf Monate)
- Niedrigstes Quarterback Rating eines siegreichen Quarterbacks in einem Super Bowl mit 22,7 (0 TD, 2 INT, 9 vollständige von 21 Passversuchen für 123 Yards) in Super Bowl XL

## Pittsburgh-Steelers-Vereinsrekorde
- Meiste absolvierte Spiele (Regular Season und Playoffs): 249 Regular-Season-Partien und 23 Play-off-Spiele
- Meiste geworfene Touchdowns: 418
- Meiste geworfene Yards: 64.088
- Quarterback mit dem besten Sieg-Niederlagen-Verhältnis in der Vereinsgeschichte: (165-81-1)
- Meiste Passversuche: 8443
- Meiste vollständige Passversuche in der Vereinsgeschichte: 5440
- Meiste Touchdown-Pässe in einer Saison: 34 (2018)
- Meiste Passing-Yards in einer Saison: 5.129 (2018)
- Meiste Passing-Yards in einem einzigen Spiel: 522 (26. Oktober 2014 gegen die Indianapolis Colts)
- Meiste Touchdown-Pässe in einem einzigen Spiel: 6 (26. Oktober 2014 gegen die Indianapolis Colts)[14]

## Unfall
Am 12. Juni 2006 zog sich Roethlisberger bei einem Motorradunfall in Pittsburgh schwere Verletzungen zu. Der Unfall ereignete sich am Montag gegen 11:30 Uhr Ortszeit an einer Kreuzung am Stadtrand von Pittsburgh. Am Unfallort waren noch Stunden später Blutspuren zu sehen. Bei dem Unfall brach sich Roethlisberger Kiefer und Nase. Eine 62-jährige Autofahrerin bog links ab und schnitt dem entgegenkommenden Roethlisberger den Weg ab. Er flog auf die Windschutzscheibe des Autos und anschließend Kopf voran auf den Asphalt. Roethlisberger war ohne Helm unterwegs. Die Helmtragepflicht war 2003 in Pennsylvania für Fahrer mit mehr als zwei Jahren Fahrpraxis abgeschafft worden, was für Roethlisberger jedoch noch nicht der Fall war.
Außerdem hatte er seinen Führerschein nicht rechtzeitig verlängern lassen.